# Crematogaster senegalensis
Crematogaster senegalensis är en myrart som beskrevs av Julius Roger 1863. Crematogaster senegalensis ingår i släktet Crematogaster och familjen myror.

## Underarter
Arten delas in i följande underarter:
- C. s. goliathula
- C. s. senegalensis

## Bildgalleri

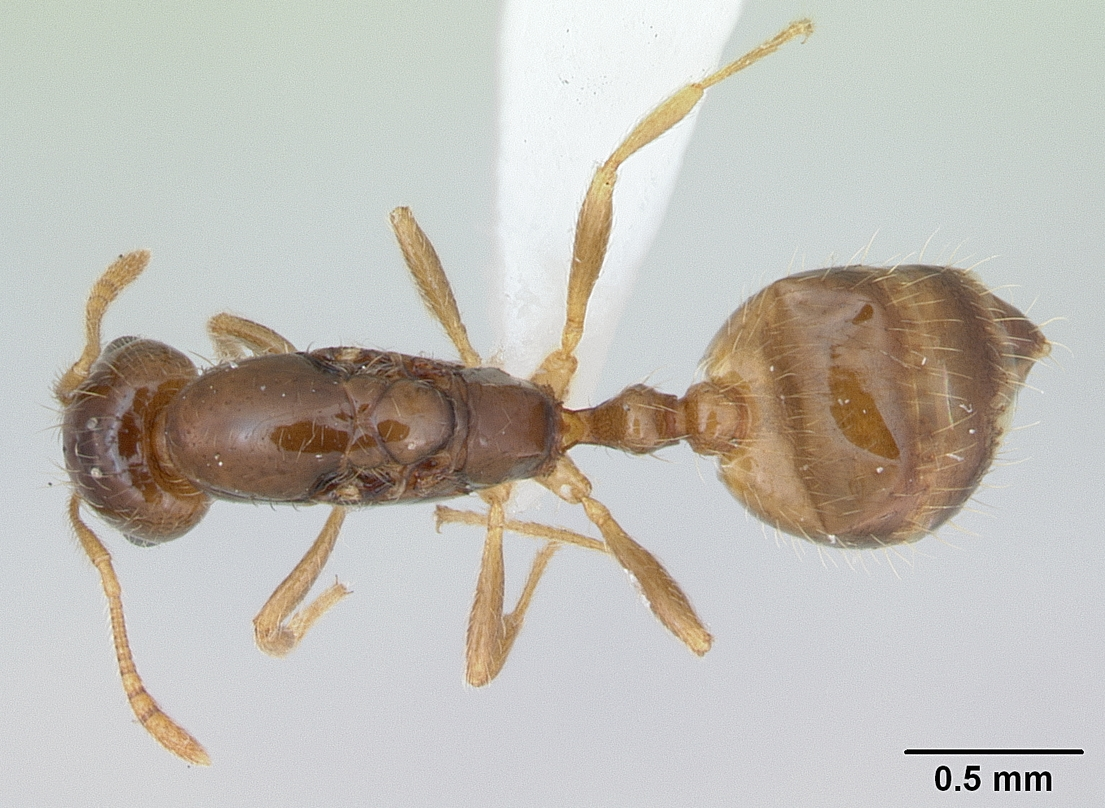
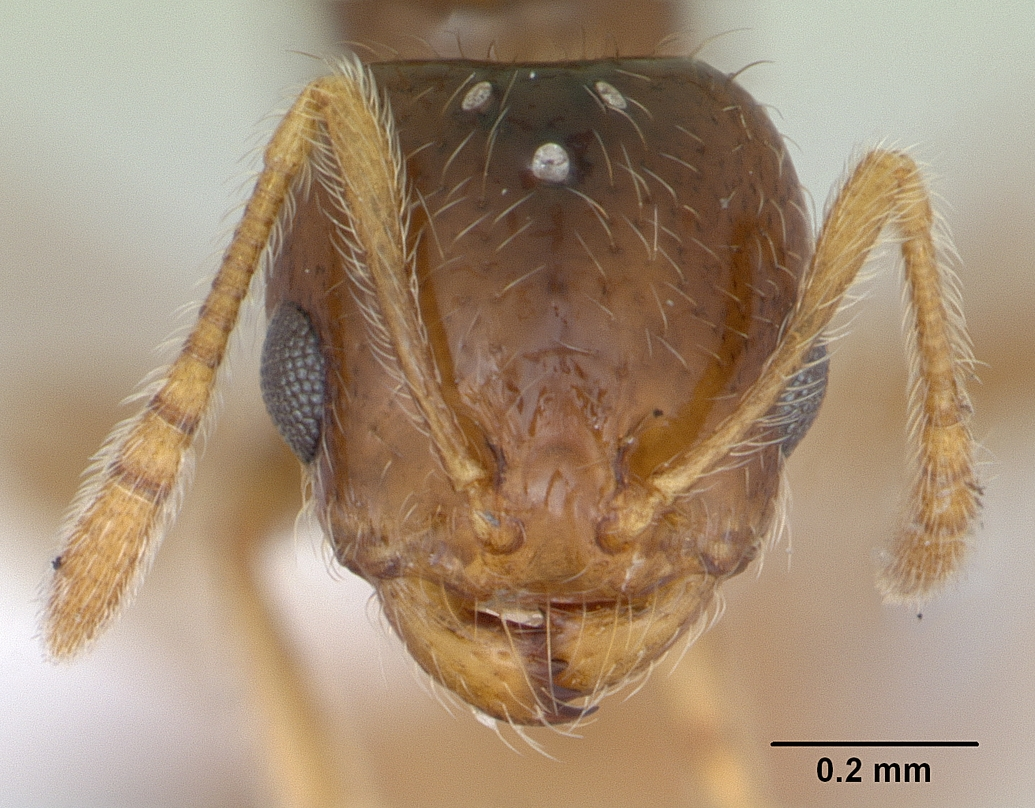
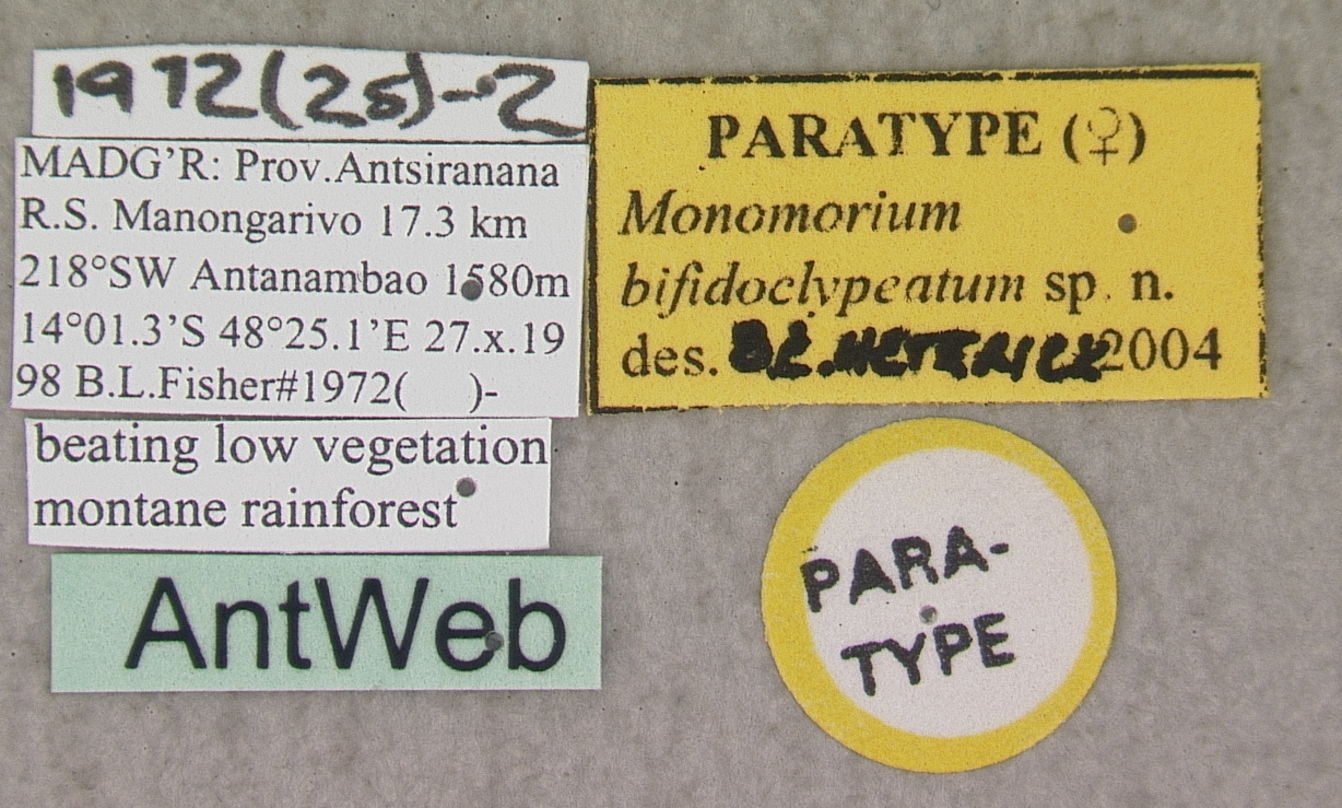
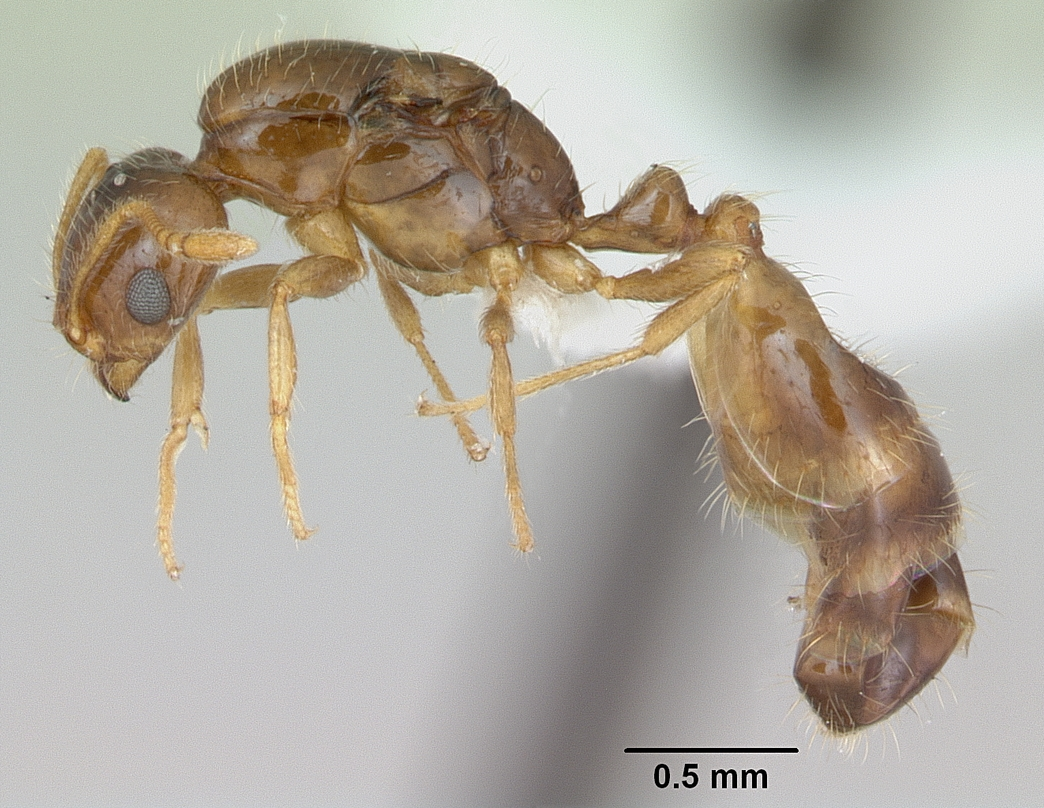
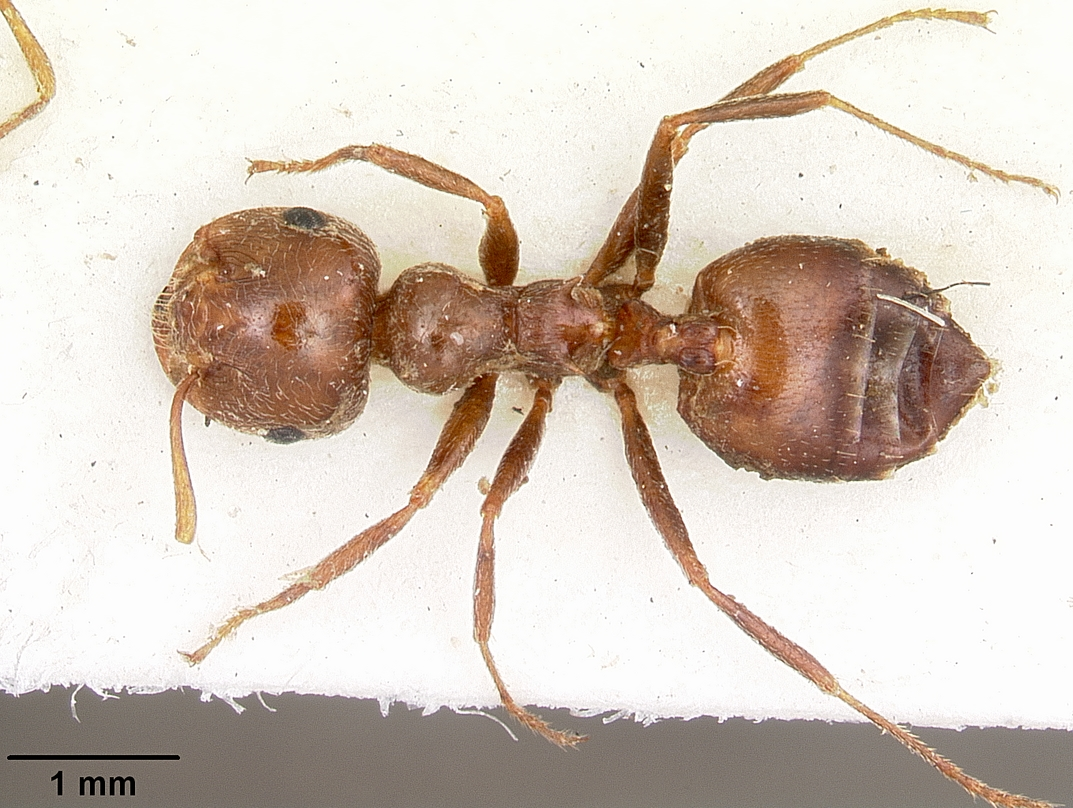
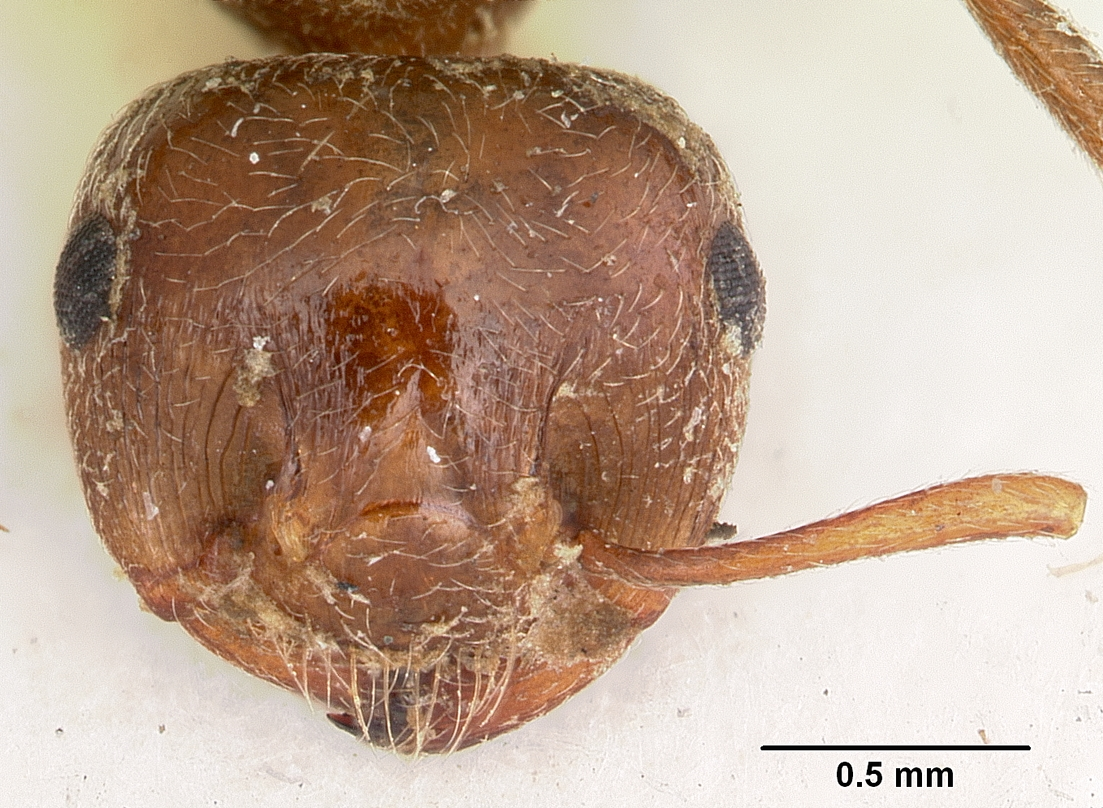